# Ommata chacunfrancozi
Ommata chacunfrancozi là một loài bọ cánh cứng trong họ Cerambycidae.